# Шевёлкино
Шевёлкино — деревня в городском округе Щёлково Московской области России, до 9 января 2019 года входила в состав сельского поселения Медвежье-Озёрское.

## Население
| 1852 | 1859 | 1869 | 1899 | 1926 | 2002 | 2006 |
| ---- | ---- | ---- | ---- | ---- | ---- | ---- |
| 137  | ↘132 | ↗156 | ↘50  | ↗169 | ↘74  | ↘45  |
| 2010 |      |      |      |      |      |      |
| ↗95  |      |      |      |      |      |      |

## География

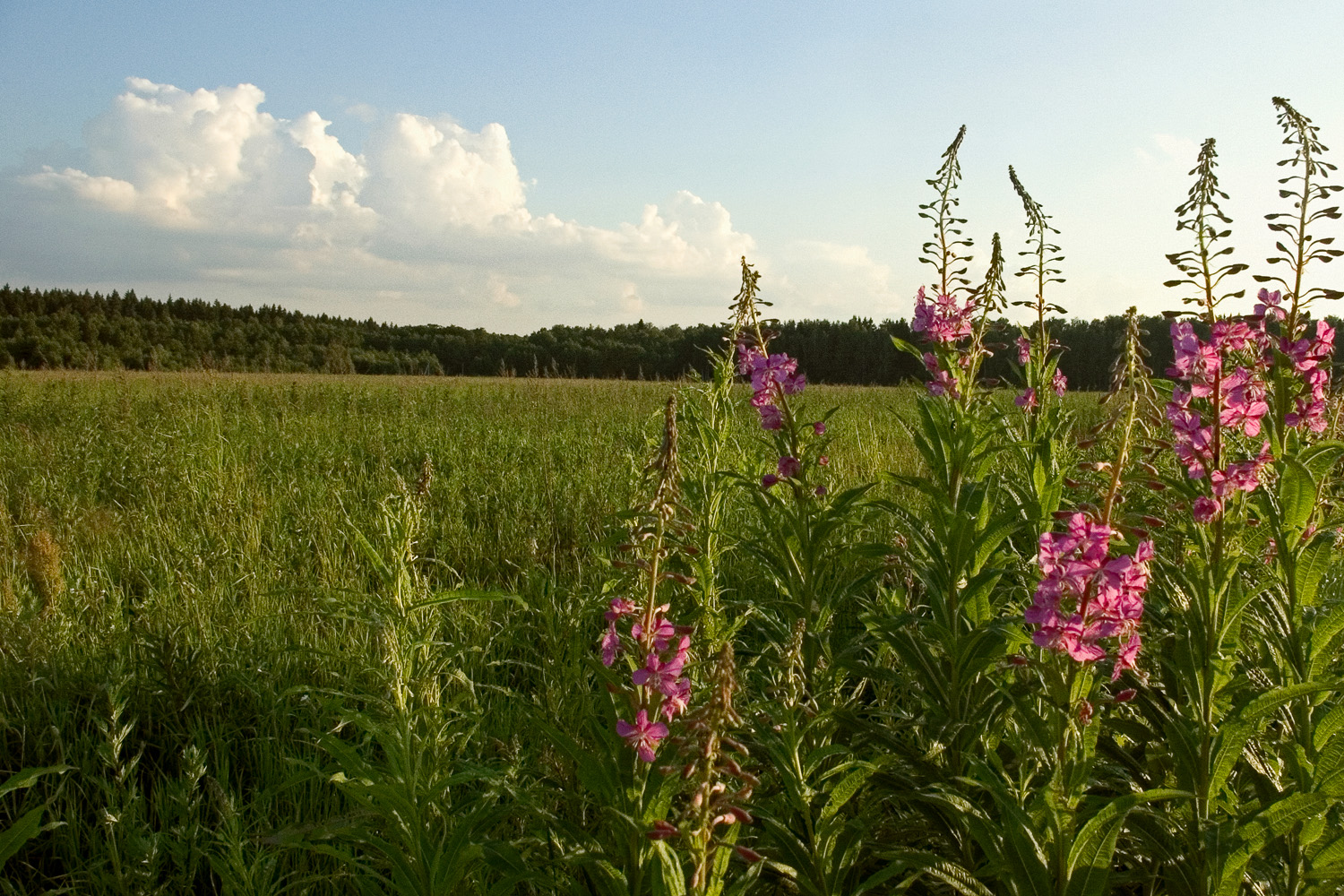
Поле с цветами в Шевёлкино. Вид от улицы Слободка.
Ныне застроено особняками

Деревня стоит на речке Шаловке, богатой рыбой — щука, красноперка, окунь. Находится на стыке трёх районов в двух километрах от Горьковского шоссе (М7) и 3,5 км от железной дороги (платформа Осеевская). Рядом — деревни Моносеево и Никифорово, посёлок Зелёный и город Балашиха.
В деревне 13 улиц — Большая Полянка, Выселки, квартал Горка, Горка, Живописная, Заречная, Кедровая, Кленовая, Лесная, Малая Полянка, Слободка, Центральная и Ягодная, а также ПЖСК «Россиянка» и территория конно-спортивного комплекса «Звёздный». К ней также приписаны 6 садоводческих товариществ (СНТ).

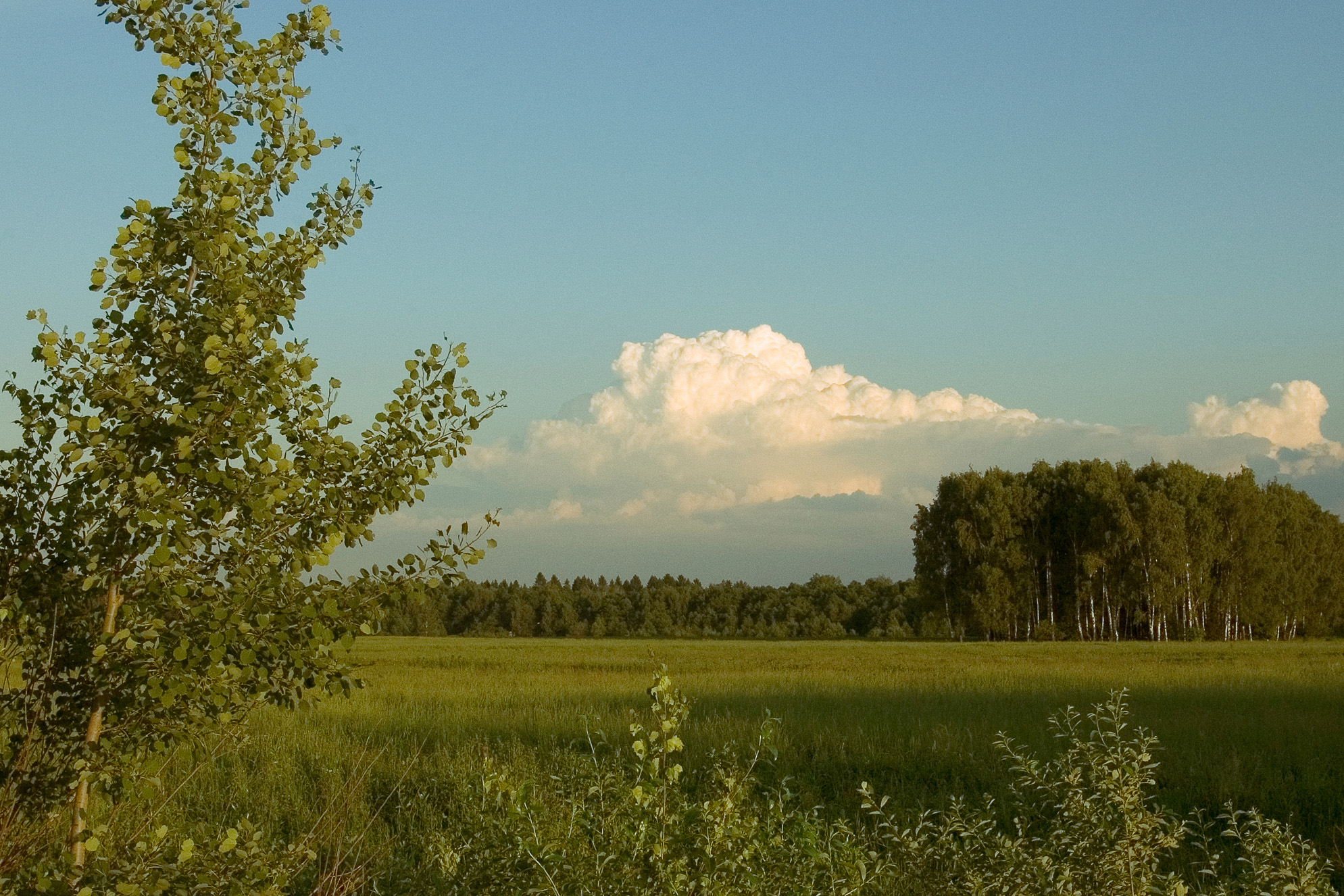
Кладбище деревни Шевёлкино. Справа, в рощице

## История
Название, вероятнее всего, происходит от неканонического личного имени Шевель или от фамилии Шевёлкин. Селение упоминается в Кошелеве стане Московского уезда в «Исторических картах» Веселовского как относящееся к началу XVII века.
В 1725 году деревня входила во владения князя Александра Даниловича Меншикова, сподвижника Петра I. После опалы и ссылки князя в Берёзов это имение вместе с другими близлежащими владениями возвращены в казну.
В 1767 году при Генеральном межевании имение Шевёлкино, Поедино тож числилось за помещицей — княжной Марией Ивановной Хилковой.
В середине XIX века сельцо Шевёлкино относилось ко 2-му стану Богородского уезда Московской губернии и принадлежало гвардии поручику Андрею Александровичу Грушецкому (из дворянского рода Грушецких). В сельце было 16 дворов, крестьян 65 душ мужского пола и 72 души женского.
В «Списке населённых мест» 1862 года — владельческое сельцо 2-го стана Богородского уезда Московской губернии по левую сторону Владимирского шоссе, в 21 версте от уездного города и 9 верстах от становой квартиры, при реке Чудинке, с 19 дворами и 132 жителями (63 мужчины, 69 женщин).
По данным на 1869 год — сельцо Осеевской волости 3-го стана Богородского уезда с 25 дворами, 20 деревянными домами и 156 жителями (77 мужчин, 79 женщин), из них 1 грамотный мужчина. Имелось 16 лошадей, 17 единиц рогатого скота и 7 единиц мелкого, земли было 150 десятин, в том числе 80 десятин пахотной. Основным промыслом было шелкоткачество (39 мужчин и 7 женщин).
В 1913 году в деревне Шевёлкино — 35 дворов.
По материалам Всесоюзной переписи населения 1926 года — деревня Никифоровского сельсовета Щёлковской волости Московского уезда в 2 км от Владимирского шоссе и в 3 км от станции Монино Северной железной дороги, проживало 169 жителей (75 мужчин, 94 женщины), насчитывалось 34 крестьянских хозяйства.
В 1994—2006 годах деревня относилась к Медвежье-Озёрскому сельскому округу.